# Gynodiastylis tumida
Gynodiastylis tumida är en kräftdjursart som först beskrevs av Hale, och fick sitt nu gällande namn av  1946. Gynodiastylis tumida ingår i släktet Gynodiastylis och familjen Gynodiastylidae. Inga underarter finns listade i Catalogue of Life.